# Alex Garland
Alexander Medawar "Alex" Garland (Londra, 26 maggio 1970) è uno sceneggiatore, regista e scrittore britannico.

## Biografia
Figlio del noto cartoonist Nick Garland, vive a Manchester. Dopo aver studiato storia dell'arte all'Università di Manchester, per un po' di tempo lavora come disegnatore fumettista. Nel 1996 esce il suo primo romanzo, The Beach (L'ultima spiaggia in Italia), da cui viene tratto l'omonimo film diretto da Danny Boyle con Leonardo DiCaprio. Il libro vende milioni di copie in tutto il mondo e diventa un cult tra i viaggiatori "saccopelisti" (viaggiatori zaino in spalla) di tutto il mondo, specialmente nel sud-est asiatico. Nel 1997 pubblica The Tesseract (in Italia Black Dog), da cui è stato tratto il film The Tesseract con Jonathan Rhys Meyers.
Nel 2001 scrive la sceneggiatura del film horror 28 giorni dopo di Danny Boyle. Nel 2004 torna alla scrittura di libri con The Coma. Nel 2006 si dedica nuovamente alla scrittura di sceneggiature con il fantascientifico Sunshine, ancora per la regia di Danny Boyle. Sempre nel 2007 lo troviamo produttore esecutivo per il film 28 settimane dopo; come sempre si mantiene forte il grande sodalizio con l'amico Boyle, qui co-produttore. Nel 2015 scrive e dirige Ex Machina, film per il quale riceve la sua prima nomination all'Oscar alla miglior sceneggiatura originale. Nel 2018 è uscito il suo secondo film da regista, Annientamento, tratto dal romanzo omonimo di Jeff VanderMeer.
Nel 2022 esce il film horror Men, interpretato da Jessie Buckley e Rory Kinnear, mentre nel 2024 esce Civil War, film di cui è sceneggiatore e regista.

## Filmografia

### Regista e sceneggiatore

#### Cinema
- Dredd - Il giudice dell'apocalisse (Dredd) (2012) (co-regia, non accreditato)
- Ex Machina (2015)
- Annientamento (Annihilation) (2018)
- Men (2022)
- Civil War (2024)
- Warfare - Tempo di guerra (Warfare) (2025) (co-regia di Ray Mendoza)

#### Televisione
- Devs – miniserie TV (2020)

### Sceneggiatore

#### Cinema
- 28 giorni dopo (28 Days Later), regia di Danny Boyle (2002)
- Sunshine, regia di Danny Boyle (2007)
- 28 settimane dopo (28 Weeks Later), regia di Juan Carlos Fresnadillo (2007) (non accreditato)
- Non lasciarmi (Never Let Me Go), regia di Mark Romanek (2010)
- 28 anni dopo (28 Years Later), regia di Danny Boyle (2025)

#### Videogiochi
- Enslaved: Odyssey to the West (2010)
- DmC Devil May Cry (2013) (supervisore storia)

### Produttore

#### Cinema
- 28 settimane dopo (28 Weeks Later), regia di Juan Carlos Fresnadillo (2007) (produttore esecutivo)
- Non lasciarmi (Never Let Me Go), regia di Mark Romanek (2010) (produttore esecutivo)
- Dredd - Il giudice dell'apocalisse (Dredd), regia di Pete Travis (2012)
- Big Game - Caccia al Presidente (Big Game), regia di Jalmari Helander (2014) (produttore esecutivo)
- 28 anni dopo (28 Years Later), regia di Danny Boyle (2025)

#### Televisione
- Devs – miniserie TV, regia di Alex Garland (2020) (produttore esecutivo)

## Opere letterarie
- L'ultima spiaggia (The Beach, 1996), Milano, Bompiani, 1997 traduzione di Sergio Claudio Perroni ISBN 88-452-3087-2. (vincitore di un Betty Trask Award[2])
- Black Dog (The Tesseract, 1997), Milano, Bompiani, 1999 traduzione di Vincenzo Vega ISBN 88-452-3950-0.
- Coma (The Coma, 2004) - Milano, 451, 2022 traduzione di Silvia Salis ISBN 88-349-2015-5

### Film tratti da sue opere
- The Beach, regia di Danny Boyle (2000)
- The Tesseract, regia di Oxide Pang (2003)

## Riconoscimenti
- 2016 – Premio Oscar[3]
  - Candidatura per la miglior sceneggiatura originale per Ex Machina
- 2015 – Boston Society of Film Critics[4]
  - Candidatura per il regista emergente per Ex Machina
- 2015 – British Independent Film Awards
  - Miglior regista per Ex Machina
  - Miglior sceneggiatura per Ex Machina
- 2015 – Chicago Film Critics Association[5]
  - Candidatura per la miglior sceneggiatura originale per Ex Machina
  - Candidatura per il miglior regista promettente per Ex Machina
- 2015 – Critics' Choice Movie Award[6]
  - Candidatura per la miglior sceneggiatura originale per Ex Machina
- 2015 – European Film Award[7]
  - Candidatura a Miglior sceneggiatura per Ex Machina
- 2015 – Las Vegas Film Critics Society[8]
  - Candidatura per la miglior sceneggiatura originale per Ex Machina
- 2015 – New York Film Critics Online Awards
  - Miglior regista esordiente per Ex Machina
- 2015 – Online Film Critics Society[9]
  - Candidatura per la miglior sceneggiatura originale per Ex Machina
- 2015 – Phoenix Critics Circle Awards[10]
  - Candidatura per il miglior regista per Ex Machina
  - Candidatura per la miglior sceneggiatura per Ex Machina
- 2015 – San Francisco Film Critics Circle[11]
  - Candidatura per la miglior sceneggiatura originale per Ex Machina
- 2015 – Washington D.C. Area Film Critics Association Awards[12]
  - Candidatura per il miglior regista per Ex Machina
  - Candidatura per la miglior sceneggiatura originale per Ex Machina
- 2016 – Directors Guild of America Award[13]
  - Miglior regista per un'opera prima per Ex Machina